# Iwan Iwanowitsch Demtschenko

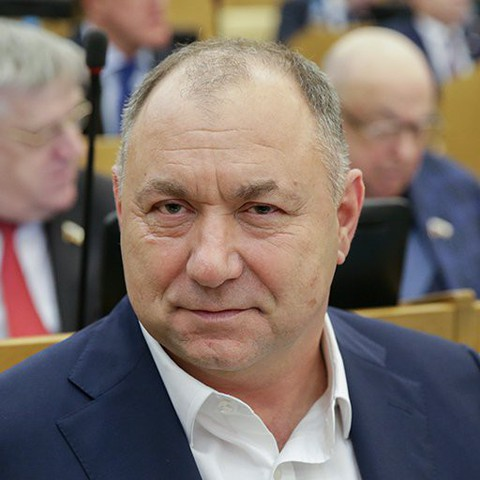
Iwan Demtschenko (2016)

Iwan Iwanowitsch Demtschenko (russisch Иван Иванович Демченко; * 27. September 1960 im Dorf Archonskaja, Nordossetische ASSR, RSFSR, UdSSR) ist ein russischer Politiker und Abgeordneter der russischen Duma.

## Biographie
Demtschenko studierte "Wirtschaft und die Organisation der landwirtschaftlichen Produktion" an der Ukrainischen Landwirtschaftlichen Akademie (heute Nationale Landwirtschaftliche Universität) und absolvierte diese im Jahr 1986.
Zwischen 1988 und 2002 war er als Volkswirt im Rajon Abinsk der Region Krasnodar tätig, unter anderem als Leiter der Steuerinspektion, anschließend als Vorstandsvorsitzender des metallurgischen Unternehmens Noworossmetall.
2002 ging er in die Politik und wurde in die gesetzgebende Versammlung der Region Krasnodar gewählt.
Bei der Parlamentswahl in Russland 2007 wurde Demtschenko als Abgeordneter von Einiges Russland in die 5. Duma gewählt. Bei den Wahlen 2011, 2016 und 2021 wurde er wiedergewählt.
Seit 2003 ist er Mitglied von Einiges Russland.